# Savanhidridek

A savanhidridek általános képlete.

A savanhidridek olyan szerves vegyületek, amelyekben két acilcsoport kapcsolódik ugyanahhoz az oxigénatomhoz. A két acilcsoport általában ugyanabból a karbonsavból származik (egyszerű savanhidrid), ilyenkor képlete (RC(O))2O. Az egyszerű savanhidrideket úgy nevezzük el, hogy a sav neve után tesszük az -anhidrid utótagot. Így a (CH3CO)2O neve ecetsav-anhidrid. Vegyes (aszimmetrikus) savanhidridek is ismertek, ilyen például az alább bemutatott ecetsav-hangyasav-anhidrid. Ezek nevében a karbonsavakat betűrend szerint, egymástól kötőjellel elválasztva soroljuk fel.

## Fontos savanhidridek
Az ecetsav-anhidrid fontos ipari vegyszer, széles körben használják acetát észterek, például cellulóz-acetát előállítására. A maleinsav-anhidrid számos sztirollal kopolimerizált műgyanta prekurzora. Diels–Alder-reakciókban mint dienofil vesz részt.

### Nem karbonsavból származó anhidridek
A savanhidridek egyik vagy mindkét acilcsoportja származhat szulfonsavból vagy foszfonsavból is. A vegyes anhidrid 1,3-biszfoszfoglicerát az ATP glikolízis során történő képződésének köztiterméke.

## Előállításuk
Savanhidrideket iparilag különböző módokon állítanak elő. Ecetsav-anhidridet főként metil-acetát karbonilezésével gyártanak. Maleinsav-anhidridet benzol vagy bután oxidációjával állítanak elő. Laboratóriumi módszerek esetén főként a megfelelő savakból történő vízelvonás használatos. Az alkalmazandó körülmények a savtól függenek, az egyik gyakran használt vízelvonószer a foszfor-pentoxid:
2 CH3COOH  +  P4O10 →  CH3C(O)OC(O)CH3  +  ’(HO)2P4O9’
Megfelelő kiindulási anyagok a savkloridok is:
CH3C(O)Cl  +  HCO2Na  →  HCO2COCH3  +  NaCl
Acetilcsoportot tartalmazó vegyes anhidrideket keténből állítanak elő:
RCO2H  +  H2C=C=O   →    RCO2C(O)CH3

## Reakcióik
A savanhidridek acilcsoportforrások, reakcióik és felhasználásuk a savhalogenidekéhez hasonlít. Disszociábilis protont tartalmazó (protikus) anyagokkal reagálva egyenlő mennyiségben keletkezik acilezett termék és karbonsav:
RC(O)OC(O)R  +  HY  →  RC(O)Y  +  RCO2H
ahol HY lehet: HOR (alkohol), HNR'2 (ammónia, primer vagy szekunder amin), aromás gyűrű (lásd Friedel–Crafts-acilezés).
A savanhidridek a savkloridoknál kevésbé elektrofilek, és savanhidrid molekulánként csak egy acilcsoportot adnak át, így az atomhatékonyság is kisebb. Alacsony költsége miatt azonban az acetilezési reakciókhoz gyakran az ecetsav-anhidridet választják.

## Kénanalógok
A kénatom – akár a karbonilcsoportban, akár hídatomként – helyettesítheti az oxigént. Az előbbi esetben az acilcsoport nevét zárójelben adjuk meg, hogy a név egyértelmű legyen, például (tioecetsav)anhidrid (CH3C(S)OC(S)CH3). Ha a két acilcsoport ugyanahhoz a kénatomhoz kapcsolódik, a vegyület neve tioanhidrid, például ecetsav-tioanhidrid ((CH3C(O))2S).

## Dianhidridek
A dianhidridek két savanhidrid funkciót tartalmazó molekulák. Ezeket a vegyületeket főként poliimidek és esetenként poliészterek és poliamidok szintetizálásához használják.
Dianhidridre példa a piromellitsav-dianhidrid PMDA), 3,3’,4,4’-oxidiftálsav-dianhidrid (ODPA); 3,3’,4,4’-benzofenon-tetrakarbonsav-dianhidrid  (BTDA); 4,4’-diftálsav-(hexafluorizopropilidén)-anhidrid (6FDA); benzokinon-tetrakarbonsav-dianhidrid; etiléntetrakarbonsav-dianhidrid.

## Fordítás
Ez a szócikk részben vagy egészben a Acid anhydride című angol Wikipédia-szócikk ezen változatának fordításán alapul.  Az eredeti cikk szerkesztőit annak laptörténete sorolja fel. Ez a jelzés csupán a megfogalmazás eredetét és a szerzői jogokat jelzi, nem szolgál a cikkben szereplő információk forrásmegjelöléseként.